# Linognathus elblae
Linognathus elblae är en insektsart som beskrevs av Pierre L. G. Benoit 1969. Linognathus elblae ingår i släktet Linognathus och familjen nötlöss. Inga underarter finns listade i Catalogue of Life.